# 空転軌道
空転軌道 (くうてんきどう) は、プロジャグラー 小林智裕が主宰する創作ジャグリング集団。

## メンバー
正式メンバー、助っ人という境界線はなく、ゆるやかにメンバーは増員している。
「空転軌道」名義の活動に参加したことのあるメンバーは下記の通り。
- 小林智裕
- 智士
- 野中葵
- 阿部紘凡
- 鈴木仁(2016年頃まで「JIN」名義)
- SHOGUN
- 神庭広希
- 丸山修平
- 小高悠嗣
- 結城敬介
- 石黒大智
- 稲葉悠介
- Juggler MAKi
- Laby
- 渡邊隼人
- 森田智博
- ハタダ
- Artista KAZU

## 活動
2014年にメンバーを招集し、2015年の単独公演「D.E.」以降、活動を継続している。
各種舞台ステージ、大道芸フェスティバルへの出演のほかに、様々な場所で、不定期に大道芸を行なっている。
大道芸活動について、ヘブンアーティスト資格、舞浜イクスピアリパフォーマンスライセンスを取得している。
「空転劇場」の主催も行なっている。
2020年4月、kajii主催「アーティストを救え！賞金争奪コンテスト」にて、オリジナル道具「ベルリング」を使用した空転軌道の演目動画にて優勝。(参加は小林智裕名義)

## 空転劇場
空転軌道(小林智裕)主催で、年数回のペースで浅草東洋館にて、実施しているジャグリングオムニバスライブ。
略称は「んげき」。
出演者は、プロアマ問わず、主催からの依頼、公募にて決定する。
18回目より使用しているオープニング・エンディング曲は、浦和新による作品。
2020年6月29日開催の25回目以降は、コロナ禍において、オンライン配信ライブにて実施。2021年12月13日開催の30回目より、有観客を再開、有観客とオンライン配信のハイブリッド型にて実施。2022年9月4日開催の33回目は完全有観客にて実施したが、以降ハイブリッド型での実施となっている。
2020年3月19日、休止中の『ギア-GEAR- East Version』一部メンバーにて、『空転劇場番外編　空転工場』を公演。また、再開断念後の2021年5月24日には、2回目を公演、以降不定期に実施している。

## 主な出演リスト
| タイトル                                                                                     | 会場等                                 | 日付            | メンバー                              | 備考                                       |
| -------------------------------------------------------------------------------------------- | -------------------------------------- | --------------- | ------------------------------------- | ------------------------------------------ |
| D.E.                                                                                         | シアター風姿花伝                       | 2015/02/10、/11 | 小林智裕 智士 野中葵 阿部紘凡 JIN     | 旗揚げ単独公演                             |
| 続めぐるぐる(TRY to the IDTF)                                                                | 両国シアターX                          | 2015/05/14      | 小林智裕 野中葵 JIN                   |                                            |
| West Performance Connection                                                                  | 兵庫県ピッコロシアター大ホール         | 2015/07/04      | 小林智裕 野中葵 JIN                   |                                            |
| COLORS(JugglingUnitピントクル特別オムニバス公演『Crossing～Kyoto×Tokyo～』)                  | 京都市東山青少年活動センター           | 2015/09/12、/13 | 小林智裕 JIN SHOGUN                   | ピントクル・focus・空転軌道 合同公演       |
| 空転劇場 Vol.5「空間の共有」                                                                 | 浅草東洋館                             | 2016/02/10      | 小林智裕 野中葵 JIN                   |                                            |
| 第6回関東ジャグリング交流会(ゲストステージ)                                                  | 新木場BumBメインアリーナ               | 2016/03/15      | 小林智裕 野中葵 JIN 神庭広希 丸山修平 | ｢D.E.｣再演                                 |
| 第16回ヘブンアーティスト公開審査会                                                           | 東京芸術劇場                           | 2016/09/23      | 小林智裕 野中葵 JIN                   | 審査に合格し、ライセンス取得               |
| 浅草六区大道芸フェスティバル                                                                 | 東京都台東区                           | 2016/09/24      | 小林智裕 野中葵 JIN                   |                                            |
| ヘブンアーティストTOKYO                                                                      | 上野公園                               | 2016/10/23      | 小林智裕 野中葵 JIN                   |                                            |
| 大道芸ワールドカップ in 静岡(フリンジ部門)                                                   | 静岡県静岡市                           | 2016/11/03～/06 | 小林智裕 JIN 小高悠嗣                 |                                            |
| ヘブンアーティストin渋谷                                                                     | 東京都渋谷区                           | 2017/01/09      | 小林智裕 野中葵 鈴木仁(旧：JIN)       |                                            |
| City of Wings Ypres                                                                          | ベルギー                               | 2017/04/08、/09 | 小林智裕 結城敬介 野中葵              |                                            |
| 空転劇場 Vol.12｢いまを紡ぐ｣                                                                  | 浅草東洋館                             | 2017/05/23      | 小林智裕 結城敬介 石黒大智            |                                            |
| Lenzburger Busking and Streetartfestival                                                     | スイス                                 | 2017/08/17～/20 | 小林智裕 結城敬介 石黒大智            |                                            |
| Festimôme                                                                                    | フランス                               | 2017/08/23頃    | 小林智裕 結城敬介 石黒大智            |                                            |
| 空転劇場 Vol.14｢内と外｣                                                                      | 浅草東洋館                             | 2017/08/31      | 小林智裕 石黒大智                     |                                            |
| 三茶de大道芸                                                                                 | 東京都世田谷区                         | 2017/10/21、/22 | 小林智裕 結城敬介 小高悠嗣            |                                            |
| Lokeren Parktheater Festival                                                                 | ベルギー                               | 2018/05/27      | 小林智裕 結城敬介 鈴木仁              |                                            |
| Festimôme                                                                                    | フランス                               | 2018/07/19、/20 | 小林智裕 SHOGUN                       |                                            |
| 三茶de大道芸                                                                                 | 東京都世田谷区                         | 2018/10/20、/21 | 小林智裕 野中葵 鈴木仁                |                                            |
| ヘブンアーティストTOKYO                                                                      | 上野公園                               | 2018/10/28      | 小林智裕 野中葵 鈴木仁                |                                            |
| 大道芸ワールドカップ in 静岡(オン部門)                                                       | 静岡県静岡市                           | 2018/11/01～/04 | 小林智裕 野中葵 鈴木仁                |                                            |
| あつぎ国際大道芸                                                                             | 神奈川県厚木市                         | 2018/11/10、/11 | 小林智裕 結城敬介 鈴木仁              |                                            |
| 音と空間のジャグリング(浦安子ども劇場)                                                       | 浦安市民プラザ Wave101 大ホール        | 2019/01/26      | 小林智裕 野中葵 鈴木仁                |                                            |
| 第9回関東ジャグリング交流会(ゲストステージ)                                                  | BumB東京スポーツ文化会館メインアリーナ | 2019/02/28      | 小林智裕 野中葵 鈴木仁                | ワークショップ｢リズムとジャグリング｣も実施 |
| 北海道東北ジャグリング学生大会(ゲストパフォーマンス)                                         | 仙台市シルバーセンター                 | 2019/03/30      | 小林智裕 結城敬介                     |                                            |
| ヨコハマ大道芸フェスティバル                                                                 | 神奈川県横浜市                         | 2019/04/20、/21 | 小林智裕 野中葵 稲葉悠介              |                                            |
| 高円寺びっくり大道芸                                                                         | 東京都杉並区                           | 2019/04/27、/28 | 小林智裕 結城敬介 野中葵              |                                            |
| とよはし大道芸                                                                               | 愛知県豊橋市                           | 2019/05/04、/05 | 小林智裕 結城敬介 野中葵              |                                            |
| ひたち国際大道芸                                                                             | 茨城県日立市                           | 2019/05/11、/12 | 小林智裕 結城敬介 野中葵              |                                            |
| 釜山ダイナミックストリート                                                                   | 韓国                                   | 2019/05/24～/26 | 小林智裕 結城敬介 野中葵              |                                            |
| 下市タウンフェスティバル                                                                     | 茨城県水戸市                           | 2019/08/03      | 小林智裕 野中葵                       |                                            |
| アートタウンつくば                                                                           | 茨城県つくば市                         | 2019/08/24、25  | 小林智裕 結城敬介                     |                                            |
| まつもと街なか大道芸                                                                         | 長野県松本市                           | 2019/09/29      | 小林智裕 結城敬介                     |                                            |
| 池袋みんなの大道芸                                                                           | 東京芸術劇場                           | 2019/10/26、27  | 小林智裕(26のみ) 結城敬介 野中葵      |                                            |
| 創エネあかりパーク                                                                           | 上野公園                               | 2019/11/02      | 小林智裕 結城敬介 野中葵              |                                            |
| ヘブンアーティストin渋谷                                                                     | 東京都渋谷区                           | 2020/01/13      | 小林智裕 結城敬介 野中葵              |                                            |
| 音と空間のジャグリング(新宿子ども劇場)                                                       | 牛込箪笥ホール                         | 2020/01/25      | 小林智裕 結城敬介 野中葵              |                                            |
| 音と空間のジャグリング(立川子ども劇場)                                                       | 立川市立第三小学校                     | 2020/09/06      | 小林智裕 結城敬介 野中葵              |                                            |
| 空転劇場 Vol.27「余白の精度」                                                                | 浅草東洋館(無観客オンライン)           | 2020/10/29      | 小林智裕 結城敬介 野中葵              | アコーディオン奏者桐山ショウゴと共演       |
| 江東会いフェス・サテライト                                                                   | MOON STATION HOTEL                     | 2020/11/28      | 小林智裕 結城敬介 野中葵              |                                            |
| 音と空間のジャグリング(横浜子ども劇場)                                                       | 神奈川県立青少年センターホール         | 2020/12/22      | 小林智裕 結城敬介 野中葵              |                                            |
| 音と空間のジャグリング(第20回アシテジ世界大会／2020国際子どもと舞台芸術・未来フェスティバル) | としま区民センター小ホール             | 2021/03/28      | 小林智裕 結城敬介 Juggler MAKi        |                                            |
| 空転劇場 Vol.29「その手が語る」                                                              | 浅草東洋館(無観客オンライン)           | 2021/05/31      | 小林智裕 結城敬介 野中葵              |                                            |
| 野毛大道芸2021 in 横浜にぎわい座 vol.2                                                       | 横浜にぎわい座                         | 2021/06/20      | 小林智裕 結城敬介 野中葵              |                                            |
| 音と空間のジャグリング(子どもと舞台芸術大博覧会)                                             | エル・パーク仙台ギャラリーホール       | 2021/07/30      | 小林智裕 結城敬介 Juggler MAKi        |                                            |
| Japan Juggling Festival 2021(ゲストステージ)                                                 | 国立オリンピック記念青少年総合センター | 2021/10/10      | 小林智裕 結城敬介 野中葵              | 桐山ショウゴと共演                         |
| 音と空間のジャグリング(新宿子ども劇場)                                                       | 新宿区立西新宿小学校                   | 2021/11/06      | 小林智裕 結城敬介 野中葵              |                                            |
| 高円寺びっくり大道芸                                                                         | 東京都杉並区                           | 2021/11/23      | 小林智裕 野中葵                       | 桐山ショウゴと共演                         |
| ミルオト                                                                                     | ウィンクあいち小ホール                 | 2021/12/26      | 小林智裕 結城敬介 野中葵              |                                            |
| 空転劇場 Vol.30「Recreate」                                                                  | 浅草東洋館(有観客+無観客オンライン)    | 2021/12/13      | 小林智裕 結城敬介 野中葵              | 桐山ショウゴと共演                         |
| 音と空間のジャグリング(市川おやこ劇場)                                                       | 原木幼稚園ホール                       | 2022/07/10      | 小林智裕 Laby 渡邊隼人                |                                            |
| 高円寺びっくり大道芸                                                                         | 東京都杉並区                           | 2022/10/02      | 小林智裕 野中葵 渡邊隼人              |                                            |
| 音と空間のジャグリング(鳥取おやこ劇場)                                                       | 鳥取市民会館                           | 2022/10/08      | 小林智裕 Laby Juggler MAKi            |                                            |
| 音と空間のジャグリング(境港と子どもの劇場)                                                   | 境港市文化ホール                       | 2022/10/09      | 小林智裕 Laby Juggler MAKi            |                                            |
| 音と空間のジャグリング(赤磐子どもNPOセンター)                                                | 赤磐市立⻄山公⺠館                     | 2022/10/10      | 小林智裕 Laby Juggler MAKi            |                                            |
| 音と空間のジャグリング                                                                       | 杷木地域生涯学習センター(らくゆう館)   | 2022/10/16      | 小林智裕 Laby 渡邊隼人                |                                            |
| 音と空間のジャグリング(おやこ劇場松江センター)                                               | 島根県民会館                           | 2022/10/23      | 小林智裕 Laby 渡邊隼人                | 桐山ショウゴと共演                         |
| 音と空間のジャグリング(東大和子ども劇場)                                                     | 東大和市立第九小学校体育館             | 2022/11/03      | 小林智裕 Laby 渡邊隼人                |                                            |
| 音と空間のジャグリング(子ども劇場西多摩)                                                     | あきる野ルピア                         | 2022/12/04      | 小林智裕 Laby 渡邊隼人                |                                            |
| ひたち国際大道芸2023プレイベント                                                             | 日立シビックセンター 新都市広場        | 2023/04/30      | 小林智裕 渡邊隼人                     | 桐山ショウゴと共演                         |
| ひたち国際大道芸2023                                                                         | 茨城県日立市                           | 2023/05/13、14  | 小林智裕 渡邊隼人                     | 桐山ショウゴと共演                         |
| 大道芸フェスティバルinちば2023                                                               | 千葉県千葉市                           | 2023/05/28      | 小林智裕 渡邊隼人                     | 桐山ショウゴと共演                         |
| 子どもと舞台芸術大博覧会2023 音と空間のジャグリング                                          | 新潟市民芸術文化会館 りゅーとぴあ劇場  | 2023/08/19      | 小林智裕 渡邊隼人 森田智博            |                                            |
| アートタウンつくば                                                                           | 茨城県つくば市                         | 2023/08/26      | 小林智裕 渡邊隼人 森田智博            |                                            |
| 中津川おやこ劇場第353回合同例会 音と空間のジャグリング                                       | 苗木交流センター                       | 2024/01/28      | 小林智裕 渡邊隼人 森田智博            |                                            |
| 「アツまれ！夏休みの子どもたち!!2024」 音と空間のジャグリング                                | 高崎市文化会館大ホール                 | 2024/07/25      | 小林智裕 森田智博 ハタダ              | 桐山ショウゴと共演                         |
| QATAR TOURIST AWARD(セレモニー)                                                              | カタール                               | 2024/10/27      | 小林智裕 野中葵 Laby                  |                                            |
| 音と空間のジャグリング                                                                       | 目黒区立五本木小学校                   | 2024/12/08      | 小林智裕 Artista KAZU ハタダ          |                                            |
| 空転劇場 Vol.37「揺らぎと調和」                                                              | 浅草東洋館(有観客+無観客オンライン)    | 2024/12/12      | 小林智裕 Artista KAZU Juggler MAKi    |                                            |

## 空転劇場公演リスト
| 回数       | タイトル                         | 日付 | 出演 | MC                                                                                              | 備考 |
| ---------- | -------------------------------- | --- | --- | ----------------------------------------------------------------------------------------------- | --- |
| 1          | ジャグリングの現在               | 2015/04/24                                                                                              | ながめくらしつ 小林智裕 武倖平 稲葉悠介 よってぃ まこ 古関萌 チクリーノ | ハードパンチャーしんのすけ 小林智裕                                                             | ながめくらしつ：目黒陽介、宮野玲の参加                                                                            |
| 2          | 美学のある人々                   | 2015/06/05                                                                                              | イルスペオピーレ サクノキ 宮野玲 SHOGUN Nissy たけちゃん・しんちゃん おこたんぺ | 目黒陽介 小林智裕                                                                               | イルスペオピーレ：渡邊翼、ハチロウの参加                                                                          |
| 3          | 攻めの姿勢                       | 2015/08/05                                                                                              | YURI 浦和新 セクシーDAVINCI Daggle KOMEI 渡邉尚 松村高朗 Circus Without Circle 吉川健斗 | 目黒陽介 小林智裕                                                                               | スカイプにてEuropean Juggling Convention (EJC)会場(イタリア)と中継                                                |
| 4          | モノとの対話                     | 2015/11/24                                                                                              | ひぃろ 鈴木拓矢 目黒陽介withイーガル Yo-Yo Entertainer TOMMY 坂本哲郎 イノウエタクマ Yuzuho KOHEI TAKE おーや もりてぃ Ike                                                                                | 目黒陽介 小林智裕                                                                               | KOHEI TAKEは1回目出演の武倖平に同じ                                                                               |
| 5          | 空間の共有                       | 2016/02/10                                                                                              | 空転軌道 コルセ(京太郎、ボンバングー) AAPA(永井美里、宮野玲、上本京平) ホワイトアスパラガス(ハチロウ、谷口界) SPINATION(Yo-Yo Entertainer TOMMY、SOUL) オオクラクエストⅦ Kinetic Art(NAO、Dolton、KUROKO) | ひぃろ                                                                                          | 空転軌道：小林智裕、野中葵、JINの参加 コルセ：京太郎のケガにつきボンバングーのみの出演                            |
| 6          | プロの世界                       | 2016/05/10                                                                                              | 桔梗ブラザーズ(桔梗篤、桔梗崇) Naoto ふくろこうじ 渡邊翼 Performer Kay 荒木直人 furtners | 目黒陽介 小林智裕                                                                               | |
| 7          | 技術と表現                       | 2016/07/08                                                                                              | 望月ゆうさく チャタ AYUMI Daggle KOMEI 新井ショウ 松村高朗 星健介 たけべ | 目黒陽介 小林智裕                                                                               | |
|            | 空転劇場番外編Vol.1 モチトークSP | 2016/07/26                                                                                              | 望月ゆうさく 小林智裕 |                                                                                                 | 会場：古書カフェくしゃまんべ                                                                                      |
| 8          | 世代と時代                       | 2016/08/30                                                                                              | Juggler KaNaTa Juggler Laby 小林智裕 わっしょいゆ〜た 矢口純 染谷樹 めぐみ梨華 山下耕平 野原大幹 | 目黒陽介 小林智裕                                                                               | |
| 9          | 距離と繋がり                     | 2016/11/11                                                                                              | うつしおみ(目黒陽介、長谷川愛実) 大橋昂汰 あまる 結城敬介 渡邊隼人 SHOGUN いっせい 花田充 | 結城敬介 小林智裕                                                                               | |
| 10         | 技と遊ぶ                         | 2017/02/08                                                                                              | 伊藤佑介 SEOPPI Shu Takada 鈴木仁 内海大樹 かとけい aki キヨノカ | 目黒陽介 小林智裕                                                                               | 鈴木仁は5回目空転軌道にて出演のJINに同じ                                                                          |
| 11         | 動きの理                         | 2017/03/23                                                                                              | ハチロウ チャタ BOX ACTOR YAYA フナキユウスケ Daggle Crew(Daggle KOMEI、TAISHI) 市川卓 秋場遥輔 KENTO 西島公則                                                                                            | 目黒陽介 結城敬介                                                                               | |
| 12         | いまを紡ぐ                       | 2017/05/23                                                                                              | 空転軌道 ながめくらしつ コントーショングループ・ノガラ 谷口界 Cor Glass Fools!(サクノキ、長井望美) 小澤駿弥 まる JIN                                                                                      | 目黒陽介 小林智裕                                                                               | 空転軌道：小林智裕、結城敬介、石黒大智の参加 ながめくらしつ：目黒陽介、安岡あこの参加                             |
| 13         | 祭の華                           | 2017/07/04                                                                                              | 望月ゆうさく めぐみ梨華 吉川健斗 石黒大智 まこ 紫ベビードール | セクシーDAVINCI                                                                                 | 通称：セク転劇場                                                                                                  |
| 14         | 内と外                           | 2017/08/31                                                                                              | Midway(宮野玲、松村高朗) 武倖平 高橋優弘 神庭広希 間所萌 空転軌道 Yo-Yo Entertainer TOMMY | ダメじゃん小出                                                                                  | 通称：毒転劇場 空転軌道：小林智裕、石黒大智の参加                                                                 |
| 15         | 興と趣                           | 2017/11/30                                                                                              | 渡辺あきら KANA∞ チャタ たろりん やすなり 箱匠 いろは | 目黒陽介 小林智裕                                                                               | |
| 16         | 細を穿つ                         | 2018/01/29                                                                                              | MASAKI Daggle KOMEI Samaki CHISHA きのした クラタ クミ たいが | 目黒陽介 小林智裕                                                                               | |
| 17         | 扉を開く                         | 2018/03/05                                                                                              | Norbi Whitney 池田洋介 idio2(EntertainerHi2、こ〜すけ) With MY(茉莉花、Yume) 川上一樹 フリースタイルバスケットボーラーJun KENTO 青宙ノート 神谷梨帆                                                       | 目黒陽介 小林智裕                                                                               | |
| 18         | 明日を探す (2days)               | 2018/08/30                                                                                              | ホワイトアスパラガス 吉川健斗 KAMIYAMA たろりん まる 神異 八幡雄士 KK Staff | 目黒陽介 小林智裕                                                                               | |
| 18         | 明日を探す (2days)               | 2018/08/31                                                                                              | ホワイトアスパラガス 吉川健斗 KAMIYAMA 武倖平 with イーガル 田多加津輝 Natsu Clau Solas メルト | 目黒陽介 小林智裕                                                                               | |
| 19         | 宴は踊る                         | 2018/12/09                                                                                              | Mr.BunBun てのひら Rei Iwakura じゃぐたく KIZ 神谷梨帆 | 目黒陽介 小林智裕                                                                               | |
| 20         | 軌跡は巡る                       | 2019/02/27                                                                                              | 小林智裕 目黒陽介・ハチロウ Syan 2K<ドゥーカー> 小幡亮哉 ノエル Yuho kein | 目黒陽介 小林智裕                                                                               | |
| 21         | ハレの時間                       | 2019/05/21                                                                                              | 江戸太神楽 丸一仙翁社中 Naoto チャタ デジタルマジシャンNOA よってぃ 池井戸祐輝 かいしゅー | 目黒陽介 小林智裕                                                                               | チケット予約サイト「Confetti」の利用開始と同時に全席指定となる                                                    |
| 22         | 彩と才                           | 2019/07/30                                                                                              | Ramiro Vergaz ふくろこうじ 上田尚弥 大住拓輝 目黒宏次郎 けーすけ GAKU | 目黒陽介 小林智裕                                                                               | |
| 23         | 技の奥行き                       | 2019/08/29                                                                                              | SAME SAME(佐々木カンタ、おこたんぺ) おこたんぺ 山村佑理 AYUMI MAKi SHOGUN 八幡雄士 | 目黒陽介 小林智裕                                                                               | 山村佑理は3回目出演のYURIに同じ                                                                                   |
| 24         | 道の先から                       | 2019/12/03                                                                                              | 金井ケイスケ 8Q3（くるくるシルクDX） 矢口純 髙田翼 たに 本合友哉 池谷真友子 | Juggler Laby 小林智裕                                                                           | |
|            | 空転劇場番外編 空転工場          | 2020/03/19                                                                                              | 亀井理那 金子しんぺい 沢村誠一 YOURI 川上一樹 ASHITAKA&Protecter 小林智裕 | 亀井理那 小林智裕                                                                               | |
| 25         | いまを重ねて                     | 2020/06/29                                                                                              | idio2 新井ショウ 小林智裕＆桐山ショウゴ 堀越俊弘 工藤正景 小辻太一 | 小林智裕                                                                                        | ZAIKOにてオンライン配信                                                                                           |
| 26         | 鼓動と衝動                       | 2020/09/30                                                                                              | 望月ゆうさく＆米澤一平 こもごも(ハチロウ、安岡あこ) セクシーDAVINCI 鈴木仁 MAKi ｸﾛｻﾜ | 小林智裕                                                                                        | Streaming＋にてオンライン配信                                                                                     |
| 27         | 余白の精度                       | 2020/10/29                                                                                              | 高橋優弘 ゼロコ(角谷将視、濱口啓介) 空転軌道 with 桐山ショウゴ チャタ 向川大河 上田尚弥 | 小林智裕                                                                                        | Streaming＋にてオンライン配信 空転軌道：小林智裕、結城敬介、野中葵の参加                                          |
| 28         | 視点と体験                       | 2021/01/30                                                                                              | 池田洋介 Liho◎ まさきち 目黒宏次郎 komatan 上田尚弥 | 小林智裕                                                                                        | 川崎市民プラザふるさと劇場よりZAIKOにてオンライン配信 Liho◎は17回目出演の神谷梨帆に同じ                           |
|            | 空転劇場番外編 空転工場2         | 2021/05/24                                                                                              | akarin （des ailes 26） 金子しんぺい TAKUYA 小山修人 川上一樹 HIRONAGA 小林智裕 | 小林智裕                                                                                        | ZAIKOにてオンライン配信                                                                                           |
| 29         | その手が語る                     | 2021/05/31                                                                                              | 山村佑理×イーガル 目黒陽介 渡邊隼人 Yo-Yo Entertainer TOMMY 空転軌道 しんたく もりりん | 小林智裕                                                                                        | ZAIKOにてオンライン配信 空転軌道：小林智裕、結城敬介、野中葵の参加                                                |
| 30         | Recreate                         | 2021/12/13                                                                                              | SPIN stAr 空転軌道＆桐山ショウゴ しゅうちょう こ〜すけ | 小林智裕                                                                                        | 有観客＋ZAIKOにてオンライン配信 空転軌道：小林智裕、結城敬介、野中葵の参加 しゅうちょうのサポート：Performer SYO! |
| 31         | 即興と創造                       | 2021/12/14                                                                                              | STILL BALLIN 山村佑理 AYUMI KENTO 八幡雄士 | 小林智裕                                                                                        | 有観客＋ZAIKOにてオンライン配信 STILL BALLIN：ZiNEZa.k.a.KAMIKAZE、Nockの参加                                     |
| 32         | 生身のことば                     | 2021/12/16                                                                                              | サクノキ チクリーノ かいしゅー 向川大河 大石凌 | 小林智裕                                                                                        | 有観客＋ZAIKOにてオンライン配信                                                                                   |
|            | 空転劇場番外編 空転工場2+        | 2021/12/20                                                                                              | akarin 金子しんぺい TAKUYA 小山修人 川上一樹 HIRONAGA ボンバングー | 小林智裕                                                                                        | 有観客＋ZAIKOにてオンライン配信                                                                                   |
| 33         | 道を拓く                         | 2022/09/04                                                                                              | 加納真実 鳥居大幹 エクストリーム芹川 おっとちゃん しんたく KK Staff | Laby 小林智裕                                                                                   | Labyは24回目MCのJuggler Labyに同じ                                                                                |
|            | 空転劇場番外編 Beyond            | 2022/11/24                                                                                              | Vertical Connection(小林智裕、桐山ショウゴ、MIKA) feat. 渡邊隼人、鵜沢優子 SPINATION ジャグラー・コーヘイ NoN                                                                                             | 小林智裕                                                                                        | 会場：深川江戸資料館小劇場 有観客＋ZAIKOにてオンライン配信                                                        |
| 2022/11/25 | 空転劇場番外編 Beyond            | Vertical Connection(小林智裕、桐山ショウゴ、MIKA) feat. 渡邊隼人、鵜沢優子 吉川健斗 長岡岳大×めぐみ梨華 | 小林智裕 | 会場：深川江戸資料館小劇場 有観客＋ZAIKOにてオンライン配信 長岡岳大は26回目出演のハチロウに同じ | |
|            | 空転工場3                        | 2023/7/28                                                                                               | 亀井理那 金子しんぺい 小山修人 YOURI HIRONAGA 森田智博 小林智裕 | 小林智裕                                                                                        | 有観客＋ZAIKOにてオンライン配信                                                                                   |
| 34         | Wondering                        | 2023/08/29                                                                                              | K点軌道 ひとりでできるもん with 仮面舞踏塾 SUR DE WAVE 武倖平 with イーガル 鳥居岳史 髙田翼 たぬ 高橋由季乃 德光惇晟 鈴田しらす                                                                           | 小林智裕                                                                                        | 有観客＋ZAIKOにてオンライン配信                                                                                   |
| 35         | Explorers                        | 2024/07/22                                                                                              | Rei Iwakura ペン回しパフォーマーKay 矢口 純 けーすけ 星野哲志 工藤遼太郎 小原優理 松田峻 | 小林智裕 Rei Iwakura                                                                            | 有観客＋ZAIKOにてオンライン配信 ペン回しパフォーマーKayは6回目出演のPerformer Kayに同じ                           |
| 36         | 技と踊る                         | 2024/10/04                                                                                              | まる SEOPPI komatan 川上一樹 ハタダ Nexus メルト | 小林智裕 SEOPPI                                                                                 | 有観客＋ZAIKOにてオンライン配信                                                                                   |
| 37         | 揺らぎと調和                     | 2024/12/12                                                                                              | 空転軌道 シルヴプレ Yo-Yo Entertainer TOMMY うず Artista KAZU 春雷-SHUNRAI- ドラマチック・ガマン | 小林智裕 Yo-Yo Entertainer TOMMY                                                                | 有観客＋ZAIKOにてオンライン配信 空転軌道：小林智裕、Artista KAZU、Juggler MAKiの参加                              |